# Gerhard Baumann (Musiker)

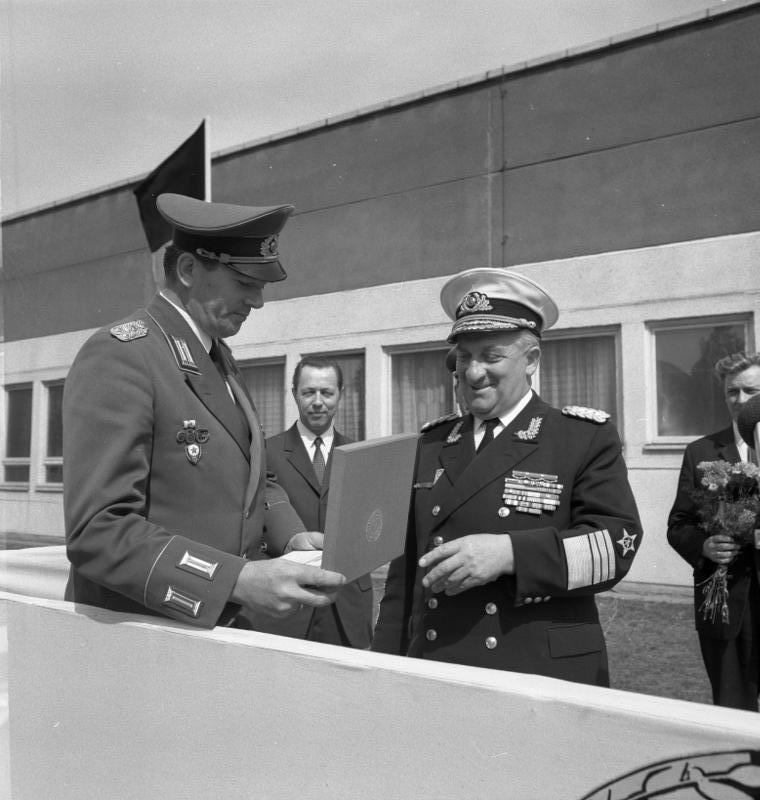
1971: Gerhard Baumann (links) bei der Entgegennahme des Kampfordens „Für Verdienste um Volk und Vaterland“ von Waldemar Verner anlässlich 20 Jahre Zentrales Orchester der NVA

Gerhard Baumann (* 3. September 1921 in Klein Rogahn, Mecklenburg; † 7. November 2006) war ein deutscher Militärmusiker. 24 Jahre leitete er als Chefdirigent das Zentrale Orchester der Nationalen Volksarmee (NVA).

## Leben
Von 1936 bis 1940 besuchte Baumann die Musikschule in Malchow. Im Jahre 1940 wurde er zur Wehrmacht eingezogen und diente bis 1945 als Militärmusiker in der Luftwaffe.
Aus US-amerikanischer Kriegsgefangenschaft entlassen, kehrte er in seine Heimat zurück und wurde 1947 Angehöriger der Deutschen Volkspolizei (DVP). Er arbeitete als Musiker und Arrangeur des Anfang 1948 von Albrecht Stern aufgebauten Polizeiorchesters der Landespolizei Mecklenburg-Vorpommern und studierte Komposition und Dirigieren. 1953 wurde er Chefdirigent des Polizeiorchesters Schwerin. Ab 1954 leitete er das Rundfunkblasorchester Leipzig, aus dem die Sächsische Bläserphilharmonie hervorging.
Sein Freund (und späterer Stellvertreter) Ernst Rembach vermittelte ihn im August 1959 zum Zentralen Orchester der NVA. Als Chefdirigent wurde er zum bedeutenden Arrangeur, Komponisten, Dirigenten und Musikpädagogen. An Hans Felix Husadel orientiert, stand Baumann zur sinfonischen Blasmusik. Seine Schüler Klaus-Peter Bruchmann, Gerhard Tittel und Heinz Weitzendorf dankten ihm mit Arrangements und Kompositionen.
Anlässlich des 13. Jahrestages der NVA wurde er am 1. März 1969 zum Oberst befördert. Der Kulturminister der DDR, Hans-Joachim Hoffmann, ernannte ihn am 4. Oktober 1973 zum Generalmusikdirektor. 1981 konzipierte er den Großen Zapfenstreich der Nationalen Volksarmee. Am 18. November 1983 wurde er aus dem aktiven Wehrdienst entlassen und Heinz Häcker durch den stellvertretenden Chef der Politischen Hauptverwaltung der NVA, Generalleutnant Ernst Hampf, als neuer Leiter des Zentralen Orchesters der NVA eingeführt. Wie schon zuvor war er ständiger Gastdirigent des RBO Leipzig. Nach der Wende wirkte er vor allem als Komponist und Arrangeur.
Als die Berliner Luftbrücke 50 Jahre zurücklag, beteiligte er sich an der militärmusikalischen Großveranstaltung Berlin sagt danke im Olympiastadion. Sechs Musikkorps spielten.
Im November 2006 starb er aufgrund einer Krankheit in Berlin.

## Auszeichnungen
- 1971 Theodor-Körner-Preis
- 1977 Nationalpreis der DDR III. Klasse für Kunst und Literatur

## Werke

### Werke für Blasorchester (Auswahl)
- Berliner Melodien
- Berliner Schwung
- Berlin-Medley
- Berlin – Stadt des Friedens (Festfanfare)
- Defiliermarsch
- John-Philip-Marsch
- Im Regiment nebenan (Marsch)
- Klänge der Freundschaft (Potpourri der Lieder und Tänzer der Staaten des Warschauer Vertrages)
- Marcia historica (Potpourri)
- Marsch zum Großen Wachaufzug bzw. Der Bodensteiner
- Mecklenburger Land (Marsch)
- Mecklenburgisches Capriccio
- Oberbrambacher Marsch
- Paradefanfare
- Parade der Freundschaft (Marsch)
- Salut den vier Toren (Konzertmarsch)
- Waterkant-Medley